# Biserka Ipša
Biserka Ipša (Zagreb, 30. lipnja 1950.), hrvatska filmska, televizijska i kazališna glumica.

## Filmografija

### Televizijske uloge
- "Oblak u službi zakona" kao pokradena starica (2023.)
- "Metropolitanci" kao Jelica Stojšek (2022.)
- "Čista ljubav" kao Vera Kumrić (2018.)
- "Crno-bijeli svijet" kao Vera (2016.)
- "Zlatni dvori" kao Leticija del Bianco (2016.)
- "Stipe u gostima" kao prodavačica (2012.)
- "Stipe u gostima" kao Ružica (2011.)
- "Provodi i sprovodi" kao Dunja Ćalasan (2011.)
- "Najbolje godine" kao Ruža Hajduk (2009. – 2010.)
- "Sve će biti dobro" kao Lela Štajner (2008. – 2009.)
- "Dobre namjere" kao Barbara Deverić (2007. – 2008.)
- "Odmori se, zaslužio si" kao susjeda iz novogradnje (2007.)
- "Smogovci" kao Marinina mama (1983. – 1986.)

### Filmske uloge
- "Dnevnik Diane Budisavljević" kao Ivanka Džakula (2019.)
- "Majka asfalta" kao gospođa s parkinga (2010.)
- "Ničiji sin" kao Ana (2008.)
- "Pjevajte nešto ljubavno" kao Anđela (2007.)
- "Libertas" kao Marinova majka (2006.)
- "Volim te" kao Krešina majka (2005.)
- "Snivaj, zlato moje" kao Bacanijeva supruga (2005.)
- "Veliko spremanje" kao Tereza Maček (2000.)
- "Maršal" kao Irena (1999.)
- "Adagio" (1989.)
- "Kad ftićeki popleveju" (1988.)
- "Medeni mjesec" kao Vanda (1983.)
- "Servantes iz Malog Mista" kao Ana (1982.)
- "Pjesma od rastanka" (1979.)
- "Tri jablana" kao Ana (1976.)
- "Dugo putovanje u bijelo" (1976.)
- "Klara Dombrovska" kao Staska (1976.)
- "Bog igre" (1975.)
- "Tojota Korola 1000" (1974.)

### Sinkronizacija
- "Spider-Man: Novi svijet" kao May Parker (2018.)
- "Izvrnuto obrnuto" kao Tuga (2015.)

## Vanjske poveznice
- [neaktivna poveznica]
- Biserka Ipša u internetskoj bazi filmova IMDb-u (engl.)